# Cornel-Ilie Șerban
Cornel-Ilie Șerban (24 de agosto de 1963) es un deportista rumano que compitió en judo. Ganó una medalla de oro en el Campeonato Europeo de Judo de 1985 en la categoría de –65 kg.

## Palmarés internacional
| Campeonato Europeo | Campeonato Europeo | Campeonato Europeo | Campeonato Europeo |
| Año                | Lugar              | Medalla            | Categoría          |
| ------------------ | ------------------ | ------------------ | ------------------ |
| 1985               | Hamar (Noruega)    | Medalla de oro     | –65 kg             |